# Astrophyton krebsii
Astrophyton krebsii är en ormstjärneart som beskrevs av Christian Frederik Lütken 1856. Astrophyton krebsii ingår i släktet Astrophyton och familjen medusahuvuden. Inga underarter finns listade i Catalogue of Life.